# ۱۲۰۵ (میلادی)
۱۲۰۵ (میلادی) هزار و دویست و پنجمین سال تقویم میلادی است.

## درگذشتگان
- ۲۱ ژوئن - انریکو داندولو، رئیس جمهور (دوجه) ونیز
- کنستانتین لاسکاریس، امپراتور بیزانس

‎